# World Grand Prix 2010
Il World Grand Prix 2010 si è svolto dal 6 al 29 agosto 2010. Dopo la fase a gironi che si è giocata dal 6 al 22 agosto, la fase finale, a cui si sono qualificate le prime cinque squadre nazionali classificate nella fase a gironi, più la Cina, paese ospitante, si è volta dal 25 al 29 agosto a Ningbo, in Cina. La vittoria finale è andata per la terza volta agli Stati Uniti.

## Squadre partecipanti
- * Tra le 12 squadre partecipanti anche la Corea del Sud si è qualificata per la competizione grazie al quarto posto ottenuto nel campionato asiatico e oceaniano 2009, ma a seguito di problemi economici della federazione ha rinunciato a partecipare ed al suo posto è subentrata la nazionale di Taipei Cinese.

## Fase a gironi

### Primo week-end
| Gruppo A                                               | Gruppo B                                                  | Gruppo C                                             |
| ------------------------------------------------------ | --------------------------------------------------------- | ---------------------------------------------------- |
| Sede: São Carlos Brasile Giappone Italia Taipei cinese | Sede: Gdynia Germania Polonia Rep. Dominicana Stati Uniti | Sede: Chengdu Cina Paesi Bassi Porto Rico Thailandia |

### Secondo week-end
| Gruppo D                                               | Gruppo E                                             | Gruppo F                                              |
| ------------------------------------------------------ | ---------------------------------------------------- | ----------------------------------------------------- |
| Sede: Bangkok Italia Porto Rico Stati Uniti Thailandia | Sede: Macao Brasile Cina Paesi Bassi Rep. Dominicana | Sede: Okayama Germania Giappone Polonia Taipei cinese |

### Terzo week-end
| Gruppo G                                             | Gruppo H                                              | Gruppo I                                                |
| ---------------------------------------------------- | ----------------------------------------------------- | ------------------------------------------------------- |
| Sede: Hong Kong Cina Germania Stati Uniti Thailandia | Sede: Taipei Brasile Polonia Porto Rico Taipei cinese | Sede: Tokyo Giappone Italia Paesi Bassi Rep. Dominicana |

## Podio

### Campione
Formazione: 1 Ogonna Nnamani, 2 Alisha Glass, 5 Stacy Sykora, 7 Heather Bown, 8 Cynthia Barboza, 9 Jennifer Joines, 11 Jordan Larson, 15 Logan Tom, 16 Foluke Akinradewo, 17 Mary Spicer, 18 Megan Hodge, 19 Destinee Hooker, CT: Hugh McCutcheon

### Secondo posto
Formazione: 1 Fabiana Claudino, 3 Danielle Lins, 4 Paula Pequeno, 5 Adenízia da Silva, 6 Thaísa de Menezes, 7 Marianne Steinbrecher, 8 Jaqueline de Carvalho, 10 Wélissa Gonzaga, 12 Natália Pereira, 13 Sheilla de Castro, 14 Fabiana de Oliveira, 17 Josefa de Souza, CT: José Roberto Guimarães

### Terzo posto
Formazione: 2 Cristina Barcellini, 4 Lucia Crisanti, 5 Giulia Rondon, 6 Enrica Merlo, 8 Serena Ortolani, 11 Jenny Barazza, 12 Francesca Piccinini, 13 Valentina Arrighetti, 14 Eleonora Lo Bianco, 15 Antonella Del Core, 16 Lucia Bosetti, 17 Simona Gioli, CT: Massimo Barbolini

## Classifica finale
| Classifica | Squadre         |
| ---------- | --------------- |
|            | Stati Uniti     |
|            | Brasile         |
|            | Italia          |
| 4          | Cina            |
| 5          | Giappone        |
| 6          | Polonia         |
| 7          | Paesi Bassi     |
| 8          | Rep. Dominicana |
| 9          | Germania        |
| 10         | Thailandia      |
| 11         | Porto Rico      |
| 12         | Taipei cinese   |